# Auldearn
Auldearn est une ville située à l'est de la Nairn, juste à l'extérieur de Nairn en Écosse. Son nom lui vient du château d'Eren de Guillaume Ier d'Écosse, construit au XIIe siècle.
Auldearn est une ville en croissance, qui s'est beaucoup développée dans les dix dernières années. Elle a un petit jardin public, le Rose Gardens, au centre de la ville où les gens se rassemblent. De Castle Hill, on peut voir la région environnante sur des kilomètres à la ronde.
Auldearn a un hôtel, une école primaire et un bureau de poste.

## Histoire
Le 9 mai 1645, le marquis de Montrose qui fut vainqueur et les parlementaires s'y livrèrent une bataille sanglante.

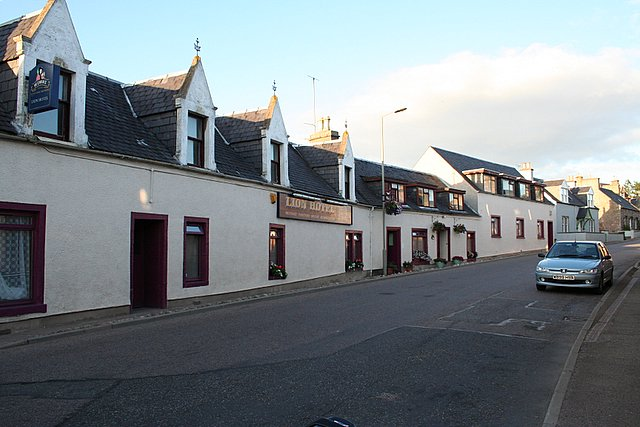
Le Lion Hotel